# Commanderie d'Aslackby
La commanderie d'Aslackby ((la) : Aslachebi, Aselakesbi) se dressait là où se trouve aujourd'hui le village d'Aslackby, dans le Lincolnshire (Royaume-Uni). Un bâtiment templier a d'ailleurs en partie été intégré à la structure de l'une des maisons villageoises.

## Description géographique
Au cœur du village, Temple Farm se trouve à l'emplacement de l'ancienne commanderie mais il s'agit d'une reconstruction tardive en partie avec les ruines de la chapelle (église ronde). Cette église existait encore au XVIIIe siècle. Il ne reste presque rien de sa structure originelle, mais les descriptions et les croquis d'époque semblent montrer que l'église de la commanderie (Il ne s'agit pas de St. James) était similaire à celle de Temple Bruer, composée d'un chœur à abside oriental et d'une nef arrondie orientée vers l'ouest. C'était d'ailleurs le plan habituel pour les églises des Templiers, puisqu'il reproduisait celui de l'Église du Saint-Sépulcre de Jérusalem. Un exemple célèbre de ce type de structure est l'Église du Temple à Londres. Par la suite, ces deux églises du Lincolnshire ont été enrichies de tours - en ce qui concerne celle de Saint-James, l'ajout (au sud de la nef) date apparemment du tout début du XIVe siècle. Saint-James étant l'église paroissiale et non l'église de la commanderie réservée aux seuls frères mais celle-ci faisait partie des possessions d'Aslackby.

## Historique

### Du temps des Templiers
La commanderie a été fondée en 1192 grâce à un don de Margaret de Perci,, alors qu'il y avait déjà un petit château et un village sur le site d'Aslackby. 
L'honneur de Craon, que détenait Guy de Craon, baron de Burton a été divisé, et le tiers d'une taxe de chevalier a été accordé aux Templiers, qui le géraient depuis Aslackby. Il concernait, entre autres, des terres situées à Dowsby,.

### Du temps des Hospitaliers
À la dissolution de l'ordre du Temple en 1312, la plupart des biens furent dévolus à un autre ordre, celui des Hospitaliers. Mais tandis que les Templiers avaient été créés pour protéger les pèlerins en Terre sainte, les Hospitaliers avaient la tâche supplémentaire de les soigner et de les loger. Ces biens furent d'abord confisqués et administrés par la couronne d'Angleterre à partir de 1309 et malgré la bulle Ad providam, leur dévolution ne commença à être effective que fin 1313 après la convocation d'un prochain parlement. Le mandat accordé aux hospitaliers par le roi Édouard II datant du 28 novembre.  
Passée sous la responsabilité des Hospitaliers, Aslackby ne fut pas gérée comme une commanderie à proprement parler, apparaissant dans une enquête du prieur de la langue d'Angleterre datant de 1338 comme étant louée en fermage à Henry de la Dale, secrétaire du comte de Lancaster,. En 1358, devenue alors une baillie, elle est l'objet d'un litige qui fut portée devant la cour du pape. Allouée par le chapitre général de l'ordre qui se tint à Rhodes (février) au frère John Andaby, le prieur d'Angleterre John de Pavely et le frère Robert Hales s'y opposèrent. Puis en juin, ce dernier fut désigné commandeur des baillies de Temple Bruer, Eagle, Sutton-at-Hone et Aslackby avant de se voir confié Sandford et Slebech en lieu et place. Jusqu'à la dissolution de cette langue, en 1540-1541, le domaine d'Aslackby était supervisé (membre) depuis Temple Bruer, de telle sorte que les bâtiments perdirent leur statut particulier dès le début du XIVe siècle, contrairement à la plupart des bâtisses de monastères anglais qui ont continué à être utilisés jusqu'au XVIe siècle. En 1539, les bâtiments d'Aslackby étaient en ruines. Après la dissolution des maisons des Hospitaliers en Angleterre, les terres d'Aslackby furent confiées aux mains séculières de Lord Clinton.

### Photos
- Photographie de l'église de la commanderie d'Aslackby
- Photographie du manoir d'Aslackby